# Kashgar (thành phố cấp huyện)
Kashgar (tên chính thức: Kaxgar; tiếng Uyghur: قەشقەر/Qeshqer; tiếng Trung: 喀什; bính âm: Kāshí, Hán Việt: Khách Thập) là một thành phố ốc đảo ở Tân Cương, Cộng hòa Nhân dân Trung Hoa. Năm 1999, dân số là 205.056. Thành phố là thủ phủ của địa khu Kashgar.
Kashgar nằm ở phía tây sa mạc Taklamakan, tại chân Thiên Sơn. Tọa độ là 39°24′26″B 76°6′47″Đ / 39,40722°B 76,11306°Đ. Độ cao 1.290 m/4.232 foot trên mực nước biển. 